# Carpenters' Hall
Le Carpenters' Hall est un bâtiment du XVIIIe siècle de quatre étages, construit par Robert Smith (1722-1777) dans la ville de Philadelphie aux États-Unis. Situé sur Chester Street dans le City Center, dans le parc national historique de l'indépendance, il fit office de salle de réunion politique à partir de 1770. Son architecture géorgienne a été classée monument historique en 1970.
Le Premier Congrès continental, assemblée des délégués des Treize colonies américaines au XVIIIe siècle, se réunit dans le Carpenters' Hall en septembre et octobre 1774, car la Pennsylvania State House (Independence Hall) était déjà occupée par l'assemblée provinciale torie de Pennsylvanie.
Aujourd'hui, le Carpenters' Hall accueille environ 150 000 visiteurs chaque année